# Hans-Wilhelm Quitzow
Hans-Wilhelm Quitzow (* 17. Januar 1911 in Berlin; † 30. Dezember 2009 in Krefeld) war ein deutscher Geologe.

## Leben
Hans-Wilhelm Quitzow war der Sohn des Geologen August Alfred Wilhelm Quitzow und Enkel des Geologen Konrad Keilhack. Quitzow studierte in Berlin, München und Göttingen Geologie, Chemie, Mineralogie und Botanik. 1934 promovierte er zum Dr. phil. mit einer Dissertation unter dem Thema: „Das Kalabrische Massiv vor, während und nach der alpidischen Faltung.“
Von 1934 bis 1936 arbeitete er am Geologisch-Paläontologischen Institut und Museum der Universität Berlin. Ab 1937 begann Quitzow seine Laufbahn im geologischen Staatsdienst bei der Preußischen Geologischen Landesanstalt Berlin. Seit 1949 arbeitete er bis zu seiner Pensionierung im Jahr 1976 beim „Geologischen Dienst“ (vormals „Geologisches Landesamt“) in Krefeld. Im Jahr 1974 übernahm Hans Wilhelm Quitzow den Vorsitz des im Jahr 1858 gegründeten Naturwissenschaftlichen Vereins Krefeld, der seinerzeit wegen mangelnder Mitgliederzahlen in eine Auflösungsdiskussion geriet. Unter seinem Vorsitz, den er bis zum Jahr 1994 innehatte, erlebte der Naturwissenschaftliche Verein einen Aufschwung bei den Mitgliederzahlen, Veranstaltungen und Veröffentlichungen. Die Mitglieder wählten Quitzow 1994 in der Jahreshauptversammlung zum ersten Ehrenvorsitzenden in der Vereinsgeschichte.
1979 erhielt er den Rheinlandtaler, eine Auszeichnung des Landschaftsverbandes Rheinland.
Im Jahr 1996 wurde er mit dem Verdienstkreuz am Bande der Bundesrepublik Deutschland ausgezeichnet.

## Veröffentlichungen
- 1935
- Der Deckenbau des Kalabrischen Massivs und seiner Randgebiete. In: Abh. Ges. Wiss. Göttingen, Math.-phys. Kl., III. Folge, 13: 63 - 179, 36 Abb., l Tab.; Göttingen (Dissertation)

- Mit Rolf Teichmüller: Die Beziehungen zwischen den Nordapenninen und dem kalabrischen Deckenbau. In: Abh. Ges. Wiss. Göttingen, Math.-phys. Kl., III. Folge, 13, S. 181–186, 2 Abb.; Göttingen.

- Diabas-Porphyrite und Glaukophangesteine in der Trias von Nordkalabrien. In: Nachr. Ges. Wiss. Göttingen, Math.-phys. Kl., Fachr. IV, N. F., 1,9: 83 - 118, 4 Abb., 2 Tab.; Berlin.

- 1936
- Pumpellyit, ein häufiges Hydrothermal- und Sekundärmineral in basischen Gesteinen. In: Zbl. f. Min. etc., 1936,A, 2: 39 - 46, 2 Abb.; Stuttgart.

- Faltung und Vulkanismus im variscischen Grundgebirge Korsikas. In: Festschr. f. Hans Stille: 296 - 300, l Abb.; Stuttgart.

- 1937
- Mit Edmund Beyenburg, und Hans Udloft: Geologische Übersichtskarte des Rheinisch-Westfälischen Industriegebietes, l : 500 000. In: Die Nivellements von hoher Genauigkeit, Höhen über NN. im neuen System der Trigonometrischen Abteilung des Reichsamt für Landesaufnahme, 3. Teil. Herausgegeben vom Reichsamt für Landesaufnahme, Karte; Berlin.

- 1939
- Bericht über die geologische Aufnahme auf Blatt Kolbnitz (Vortrag). In: Jb. Preuß. Geol. Landesanst., 58: 859; Berlin.

- Der geologische Bau des nordöstlichen Bober-Katzbach-Gebirges und der anschließenden Teile des Sudetenvorlandes. In: Jb. Preuß. Geol. Landesanst., 59: 558 - 585, 4 Abb.; Berlin.

- 1941
- Der Deckenbau der Dinariden in der Küstenzone von Süddalmatien und Montenegro. In: Jb. Reichsst. f. Bodenforsch., 60: 350 - 366, l Taf.; Berlin.

- Das Alttertiär des Promina-Berges und eine mitteleozäne Gebirgsbildung in Dalmatien. In: Ber. Reichsst. f. Bodenforsch., 1941: 180 - 187, 2 Abb.; Wien.

- Die Neuuntersuchung der devonischen Eisenerzlagerstätten des Niederen Gesenkes. In: Z. f. prakt. Geol., 49: 51 - 53, l Abb.; Halle a. S.

- 1942
- Mit Herbert Karrenberg: Die Erze des schlesisch-mährischen Devons. In: Arch. f. Lagerstättenforsch., 75: 155 - 166, 2 Abb.; Berlin.

- 1943
- Zur Schreibung slawischer Namen. In: Z. dt. Geol. Ges., 95: 272 - 274, l Tab.; Berlin.

- 1944
- Stratigraphisch-tektonische Untersuchungen im norddalmatinischen Alttertiär. In: Jb. Reichsamt f. Bodenforsch., 62: 422 - 437, 4 Abb., 2 Tat.; Berlin.

- Die geologische Stellung der ostadriatischen Bauxitvorkommen. In: Z. f. prakt. Geol., 52:11 - 19,8 Abb.; Halle a. S.

- 1947
- Die Bedeutung der kleinen, abseits gelegenen Braunkohlenvorkommen für die Brennstoffversorgung in der sowjetischen Besatzungszone. In: Die Technik, 2: 8, 375 - 380, 3 Abb.; Berlin.

- 1948
- Über die Altersbeziehungen zwischen der älteren Braunkohlenformation Mitteldeutschlands und dem marinen Eozän Norddeutschlands. In: Abh. Geol. Landesanst. Berlin, N. F., 214: 21 - 27, 2 Abb.; Berlin.

- 1949
- Vorkommen ballastreicher Braunkohlen in der sowjetischen Besatzungszone Deutschlands. In: Bergbau u. Energiewirtsch., 2, l: 5 - 7, 2 Abb.; Berlin.

- Die küstennahe und festländische Entwicklung des Mittel- und Oberoligozäns im östlichen Mitteldeutschland. In: Abh. Geol. Landesanst. Berlin, N. F., 211: 21 - 27, 3 Abb., 3 Tat; Berlin.

- 1951
- Gliederung und Altersstellung der jüngeren Braunkohlenformation Nord- und Ostdeutschlands. In: Geol. Rundsch., 39: 304 - 312, 5 Abb.; Stuttgart.

- 1952
- Der geologische Bau der südlichen Niederrheinischen Bucht. (Vortrag). In: Z. dt. Geol. Ges., 103:112-113; Hannover.

- Über das geologische Alter der jüngeren Braunkohlenablagerungen und den stratigraphischen Wert pflanzlicher Reste. In: Z. dt. Geol. Ges., 104: 354 - 378, 4 Abb.; Hannover.

- 1954
- Altersbeziehungen und Flözzusammenhänge in der jüngeren Braunkohlenformation nördlich der Mittelgebirge. In: Geol. Jahrb., 68: 27 - 132, 22 Abb., 2 Tab., 2 Tat; Hannover.

- 1955
- Mit W. Peltz: Die Bruchtektonik des Braunkohlengebietes der Ville nach neueren Bohrergebnissen. In: Geol. Jahrb., 69: 293 - 302; Hannover. Tektonik und Grundwasserstockwerke im Erftbecken. - Geol. Jahrb., 69: 455 - 464, l Abb., l Taf.; Hannover.

- Die Sedimentationsrhythmen der jüngeren Braunkohlenformation. In: N. Jb. f. Geol. u. Paläont., Monatshefte: 173 - 185, 7 Abb.; Stuttgart.

- Mit O. Vahlensieck: Über pleistozäne Gebirgsbildung und rezente Krustenbewegungen in der Niederrheinischen Bucht. In: Geol. Rundsch., 43: 56 - 67, 2 Abb., l Taf.; Stuttgart.

- Mit D. Pfeiffer, und E. Schröder: Hydrogeologische Übersichtskarte l : 500000, Blatt Köln. - Herausgegeben vom Bundesminister für Wirtschaft, Karte; Remagen. Erläuterungen von D. Pfeiffer, Quitzow, mit Beiträgen von Walter Carlé, K. Fricke, G. Herbst, R. Keller, Hans Udluft, E. Schröder, W. Schwarz, A. Stahl: 162 S., 13 Abb., 10 Tab. und l Übersichtskarte.

- Mit G. von der Brelie, G. Heide, H. Karrenberg, W. Niehoff, U. Rein, W. Wolff, R. Wolters: Übersicht über das Niederrheinische Braunkohlenrevier. - 36 S., Amt f. Bodenforsch., 9 Abb.; Krefeld.

- 1956
- Mit E. Schröder und W. Schmidt: Geologische Heimatkunde des Dürener Landes. In: Beitr. z. Geschichte d. Dürener Landes, 6: 148 S., 38 Abb., 6 Taf.; Düren 1956.

- Die Ville bei Köln als Grundwasserscheide zwischen Rhein und Erft. (Vortrag) In: Z. dt. Geol. Ges., 106: 192 - 194, l Abb.; Hannover.

- Mit H. Karrenberg: Über Hohlraumbildungen und Einstürze in Lößböden als Folge unterirdischer Materialwegführung. In: Geol. Jb., 71: 631 - 642, 5 Abb.; Hannover.

- Die Terrassengliederung im Niederrheinischen Tieflande. In: Geol. en Mijnb., N. S., 18,357 - 373,7 Abb., l Tab.; 's-Gravenhage.

- Mit J. I. S. Zonneveld: Vorläufiges Ergebnis der Terrassenuntersuchungen im Maas- und Niederrheingebiet. In: Geol. en Mijnb., N. S., 18, 428, l Abb., l Tab.; 's-Gravenhage.

- 1957
- Mit H. Bode, C. Dietz, H. Karrenberg und G. Wandel: Hydrogeologische Übersichtskarte l: 500000, Blatt Münster. - Herausgegeben vom Bundesminister für Wirtschaft, Karte; Remagen. Erläuterungen von E. Wiegel, mit Beiträgen von C. Dietz, K. Fricke, H. Karrenberg, Quitzow, W. Friedrich, K. Schnell: 172 S., 15 Abb., 19, Tab., l Übersichtskarte.

- Mit H. Bolsenkötter: Hydrogeologische Karte l : 25 000, Blatt Buir. Herausgegeben vom Geol. L.-Amt Nordrh.-Westf., Karte; Krefeld.

- 1958
- Verwerfungen und pseudotektonische Faltungen im Hauptflöz der Ville zwischen Liblar und Brühl. In: Fortschr. Geol. Rheinid. u. Westf., 1/2: 645 - 649, 3 Abb.; Krefeld.

- 1959
- Mit H. Bolsenkötter: Hydrogeologische Karte von Nordrhein-Westfalen, Meßtischblatt Bergheim, Blatt A. Herausgegeben vom Geol. L.-Amt Nordrh.-Westf., Karte; Krefeld.

- Hebung und Senkung am Mittel- und Niederrhein während des Jungtertiärs und Quartärs. In: Fortschr. Geol. Rheinid. u. Westf., 4: 389 - 400, l Abb., 5 Taf.; Krefeld.

- 1960
- Mit G. von der Brelie und Rolf Teichmüller: Excursion F. Braunkohlenablagerungen der Niederrheinischen Bucht. In: C. R. 4. Congr. Stratigr. et Geol. du CarboniTere (Heerlen, 15.–20. Sept. 1958), S. LXIX - LXXIV, 8 Abb.; Maastricht.

- H. Bolsenkötter, unter Mitwirkung von H. Arnold, H. Bode, F. Grabert, Krämer, Quitzow: Übersichtskarte von Nordrhein-Westfalen 1:100000, Blatt Münster, C, Hydrogeologische Karte. - Herausgegeben vom Geol. L.-Amt Nordrh.-Westf., Karte; Krefeld

- Neue Erkenntnisse auf dem Gebiet der Braunkohlengeologie. In: Braunkohle, Wärme u. Energie, 12:254 -260, 4 Abb.; Düsseldorf.

- 1961
- Mit F. J. Braun: Die erdgeschichtliche Entwicklung der niederrheinischen Landschaft. In: Niederrhein. Jb., 5: 11 - 21, 5 Abb.; Krefeld. Unsere Genette. - Kosmos, 57: 507 - 512; Stuttgart.

- 1962
- Mittelrhein und Niederrhein. - In: Quitzow, W. Wagner, O. Wittmann: Die Entwicklung des Rheintales vom Austritt des Flusses aus dem Bodensee bis zur Mündung. - Beitr. z. Rheinkunde, 14: 9 - 47, 4 Abb.; Koblenz (Rhein-Museum e. V. Koblenz)

- 1963
- Beobachtungen in einem lappländischen Palsenmoor. In: Natur u. Museum, 93: 133 - 140, 5 Abb.; Frankfurt a. M.

- Vier Jahrzehnte Geologie in der Niederrheinischen Bucht: Gotthard Fliegel, sein Wirken als Geologe im rheinischen Braunkohlenrevier. In: Braunkohle, Wärme u. Energie, 15: 377 - 386, 3 Abb.; Düsseldorf.

- Bau und Oberflächenformen. In: „Landkreis Grevenbroich“, Die Landkreise in Nordrhein-Westfalen, Reihe A, 5: 5 - 10, l Abb., 3 Karten; Bonn (W. Stollfuß-Verlag).

- 1966
- Mit H. Karrenberg und R. Nieder: Exkursion E, Hydrogeologie des linksrheinischen Braunkohlengebiets. In: Z. dt. Geol. Ges., 116: 33 - 37, 3 Abb.; Hannover.

- Abschnitte „Die Lagerungsverhältnisse“ und „Paläogeographische und klimatische Verhältnisse zur Zeit der Braunkohlenbildung“. - In: „Geologische und bergbauliche Übersicht des rheinischen Braunkohlenreviers“, Broschüre zur Frühjahrstagung der Deutschen Geologischen Gesellschaft in Köln, 5 - 11, 2 Abb.; Krefeld.

- Der Bodenaufbau im Braunkohlentagebau-Gebiet Liblar-Brühl vor und nach der Auskehlung. In: H. V. HERBST, „Limnologische Untersuchungen von Tagebaugewässern in den Rekultivierungsgebieten der Braunkohlen-Industrie im Kölner Raum“, 3-5. Herausgegeben vom Ministerium für Ernährung, Landwirtschaft und Forsten, l Abb., l Taf.; Düsseldorf.

- 1967
- Eiszeitklima heute. Bericht über geologische Studien in Lappland. (Vortrag). In: Braunkohle, Wärme u. Energie, 19: 189; Düsseldorf.

- 1968
- Herstellung einer Lagerstättenkarte des rheinischen Braunkohlenvorkommens. In: Fortschr. Geol. Rheinld. u. Westf., 16: 65 - 72, l Abb.; Krefeld.

- Bericht über die Frühjahrstagung der Deutschen Geologischen Gesellschaft in Köln vom 18. bis 21. Mai 1966. In: Z. dt. Geol. Ges., 118: l - 3; Hannover.

- Quitzow u. a.: Exkursionen am 18. und 21. Mai 1966. In: Z. dt. Geol. Ges., 118:4 - 15, 3 Abb.; Hannover.

- 1969
- Professor Dr. Wilhelm Ahrens †+. Seine Verdienste um den rheinischen Braunkohlenbergbau. In: Braunkohle, Wärme u. Energie, 21: 4: 128 - 129, l Abb.; Düsseldorf.

- Mit G. von der Brelie und G. Stadler: Neue Untersuchungen im Alttertiär von Eckfeld bei Manderscheid (Eitel). In: Fortschr. Geol. Rheinld. u. Westf., 17:27-40,2 Abb., l Tab., 2 Taf.; Krefeld.

- Die Hochflächenlandschaft beiderseits der Mosel zwischen Schweich und Cochem. In: Beih. Geol. Jb., 82: 79 S., 6 Abb., 4 Taf.; Hannover.

- 1971
- Tertiär. In: „Übersicht der Geologie des Niederrheingebietes“, Der Niederrhein, 38,3:101-103,2 Abb.; Krefeld

- Neue Beobachtungen zur Entwicklung des Üß-Tals (südliche Eifel, Rheinisches Schiefergebirge). In: Geol. Jb., 89: 339 - 358, 4 Abb., 2 Taf.; Hannover.

- 1972
- Das Stalo-Tal im Padjelanta-Nationalpark (Schwedisch-Lappland) - ein glazialgeologisches Naturdenkmal. In: Natur u. Museum, 102 (12); 455 - 463, 8 Abb.; Frankfurt a. M. Erdgeschichte des Niederrheins (Schrift zur Eröffnung des Geologischen Museums der Stadt Grevenbroich). - 8 Seiten. Herausgegeben von der Stadt Grevenbroich, 3 Abb., 2 Tab.

- 1973
- Erdgeschichte des Niederrheins. Ein neues Museum in Grevenbroich. In: Der Niederrhein, 40,2: 57 - 59, 2 Abb.; Krefeld.

- Mit G.-H. Stork, M. Bachmann, P. Hoyewr, G. Stadler: Lagerstätten II: Kohlen, Erdöl, Erdgas, Salze, Erze und Minerale, l: 500 000. - Deutscher Planungsatlas, Bd. l, Lief. 6, l Karte, 11 Seiten, l Karte; Hannover.

- Mit P. Hoyer, K. Köwing, A. Rabitz, G. Stadler, H. Vogler: Die Lagerstättenerforschung in Nordrhein-Westfalen durch den Geologischen Staatsdienst. In: Fortschr. Geol. Rheinid. u. Westf., 23: 135 - 198, 2 Abb., 2 Taf.; Krefeld.

- 1974
- Das Rheintal und seine Entstehung. Bestandsaufnahme und Versuch einer Synthese. In: „L'evolution quaternaire des bassins fluviaux de la mer du Nord meridionale“, Centenaire de la Societfe Geologique de Belgique: 53 - 104,3 Abb., 2 Tab., l Taf.; Liege.

- Mit K. N. Thome: Les terrasses du Rhin de Sinzig et Cologne. Pleistocene ancien de la cuvette de l'Erft (Excursion du vendredi 13 septembre). - In: „L'evolution quaternaire des bassins fluviaux de la mer du Nord meridionale“, Centenaire de la Societe Geologique de Belgique: 308 - 319, 7 Abb.; Liege.

- 1976
- Die erdgeschichtliche Entwicklung des Rheintals. In: Natur u. Museum, 106 (l l): 339 - 342,107, (l): 6 - 12, 107, (2): 33 - 40, 8 Abb.; Frankfurt a. M.

- 1978
- Der Abfall der Eifel zur Niederrheinischen Bucht im Gebiet der unteren Ahr. In: Fortschr. Geol. Rheinid. u. Westf., 28: 9 - 50, 4 Abb., 2 Taf.; Krefeld.

- Tertiär. In: „Geologie am Niederrhein“, S. 21–23, herausgegeben vom Geol. Landesamt Nordrhein-Westfalen, 2 Abb.; Krefeld (Überarbeitete Neuauflage der Schrift von 1971).

- 1982
- Die Hochflächenlandschaft der zentralen Eifel und der angrenzenden Teile des Rhein-Troges und Neuwieder Beckens. In: Mainzer geowiss. Mitt., 11: 173 - 206, 6 Abb.; Mainz.

- 1983
- 125 Jahre Naturwissenschaftlicher Verein zu Krefeld. In: „Beiträge zur Naturgeschichte des Krefelder Raumes“, Niederrhein. Landeskde, 8: 11 - 59, 4 Abb., 6 Anhänge; Krefeld.

- 1986
- Mit E. Schraetz: Neue Krefelder Naturpfade. Niederrhein. Landeskunde, 9:264 S., 79 Abb., l Taf., 4 Listen im Anhang; Krefeld.

- 1990
- Mit E. Schraetz: Die Pflanzenwelt einer Industriebrache am Krefelder Rheinhafen. In: Natur am Niederrhein, N. F., 5, l: 3 - 14, 8 Abb., l Tab.; Krefeld.

- 1991
- Erstnachweis der Breitblättrigen Kresse (Lepidium latifolium L.) am Niederrhein. In: Natur am Niederrhein, N.F., 6, 1,2: 28-30, 6 Abb.; Krefeld.

- 1994
- Der Naturwissenschaftliche Verein zu Krefeld e.V. im Jahrzehnt des zweiten Weltkriegs 1938 bis 1947. In: Natur am Niederrhein, N.F., 9,2: 74-90, 4 Abb.; Krefeld.

- 1999
- 100 Jahre Krefelder Stadtwald. Entstehung, Entwicklung, naturkundliche Bestandsaufnahme. In: Die Heimat, 70: 13-33; Krefeld. Hans Wilhelm Quitzow & Ernst Schraetz - 1999

- 2000
- Mit E. Schraetz: Tier- und Pflanzenwelt im Krefelder Stadtwald. In: Natur am Niederrhein (N.F.), 15(2): 4-40; Krefeld.

- 2008
- Mit E. Schraetz: Natur und Landschaft im Bereich der Schaephuysener Endmoräne. In: Natur am Niederrhein (N.F.), 23: 135-146; Krefeld.